# Marian Koshland
Marian Elliott «Bunny» Koshland (25 de octubre de 1921) – 28 de octubre de 1997) fue una inmunóloga estadounidense que descubrió que las diferencias en la composición de aminoácidos de los anticuerpos explican la eficiencia y eficacia con la que combaten una amplia gama de invasores extraños.

## Biografía
Marian Elliott nació el 25 de octubre de 1921 en New Haven, Connecticut, hija de Margrethe Schmidt Elliott y Walter Elliott.  Su madre era una maestra que había inmigrado de Dinamarca y su padre era un vendedor de ferretería de origen bautista del sur.  Cuando tenía cuatro años, su hermano menor contrajo fiebre tifoidea y dos vecinas la educaron.  Era una especie de marimacho y se hacía amiga de tres niños judíos con quienes asistía a las producciones teatrales de Works Progress Administration. Fue la única niña de su clase que se atrevió a manejar una serpiente constrictor negra de un metro de largo, por lo que ganó una lata de carne de cascabel. Marian asistió al Vassar College de Nueva York y se graduó en 1942 en bacteriología. Luego asistió a la Universidad de Chicago, donde recibió su maestría en bacteriología en 1943. En Chicago trabajó para reducir la propagación de enfermedades respiratorias y fue miembro de un equipo de investigación que desarrolló una vacuna contra el cólera.  
Mientras estaba en Chicago conoció a Daniel E. Koshland Jr., bioquímico y heredero de la fortuna de Levi Strauss .  En 1945, se reunió con él en Oak Ridge, Tennessee y pasó un año trabajando en el Proyecto Manhattan, investigando los efectos biológicos de la radiación.  Los dos se casaron en 1946  y regresaron a Chicago, donde Marian recibió su doctorado. en inmunología de la Universidad de Chicago en 1949. La cuñada de Marian recordó más tarde que su profesor no quería darle un doctorado. porque Marian estaba embarazada y pensó que lo desperdiciaría.  En 1949, se mudó con Daniel a Boston, donde Marian pasó dos años en una beca postdoctoral en el Departamento de Bacteriología de la Facultad de Medicina de Harvard . Posteriormente, ambos trabajaron en el Laboratorio Nacional Brookhaven durante 13 años. A principios de la década de 1950, Marian Koshland demostró las diferencias moleculares entre los anticuerpos secretados y los transmitidos por el suero.  En la década de 1960, centró su atención en los orígenes de la especificidad de los anticuerpos. Jim Allison, un colega de Berkeley, dijo: «Bunny analizó anticuerpos policlonales dirigidos contra dos haptenos diferentes y, basándose en análisis de composición de aminoácidos exquisitamente cuidadosos, demostró de manera convincente que estos anticuerpos tenían diferentes composiciones de aminoácidos y, por lo tanto, debían diferir en su composición de aminoácidos secuencia.» Estos datos tuvieron un profundo efecto en las teorías de la formación de anticuerpos y en cómo se generaba la especificidad de los anticuerpos. Cuenta la leyenda que en la reunión anual de la Asociación Estadounidense de Inmunología donde presentó sus datos por primera vez, su charla fue recibida con una gran ovación. Un gran elogio, por cierto.
En 1965, Koshland se convirtió en investigador en la Universidad de California, Berkeley, incorporándose a su cuerpo docente en 1970. Estudió biología molecular con David Baltimore en su laboratorio del MIT a finales de los años 1970.  De 1982 a 1989 fue presidenta del Departamento de Microbiología e Inmunología de Berkeley. Posteriormente dirigió la División de Asuntos de Graduados de ese departamento. También formó parte de la junta directiva de la Fundación Nacional de Ciencias y fue presidenta del Consejo de la Asociación Estadounidense de Inmunólogos en 1982 y 1983. Ganó el Premio inaugural a la Excelencia en Ciencias de la Federación de Sociedades Estadounidenses de Biología Experimental en 1989 y fue honrada por el Comité de la AAI para la Condición de la Mujer en la Ciencia.
Koshland murió en Berkeley, California, el 28 de octubre de 1997, de cáncer de pulmón. El Museo de Ciencias Marian Koshland estaba en Washington D. C. y presentaba exhibiciones dirigidas al público en general; El Centro Integrado de Ciencias Naturales Marian E. Koshland de Haverford College alberga los departamentos de ciencias de la élite de artes liberales. Ambos llevan el nombre en su honor. Los hijos de Koshland, Catherine Koshland y Douglas Koshland, asistieron a Haverford.[cita requerida] y, a partir de septiembre de 2021, ocupar cargos en UC Berkeley; Catherine se ha desempeñado como vicerrectora ejecutiva y rectora desde el 1 de julio de 2021,  y Douglas es profesor de biología molecular y celular. 

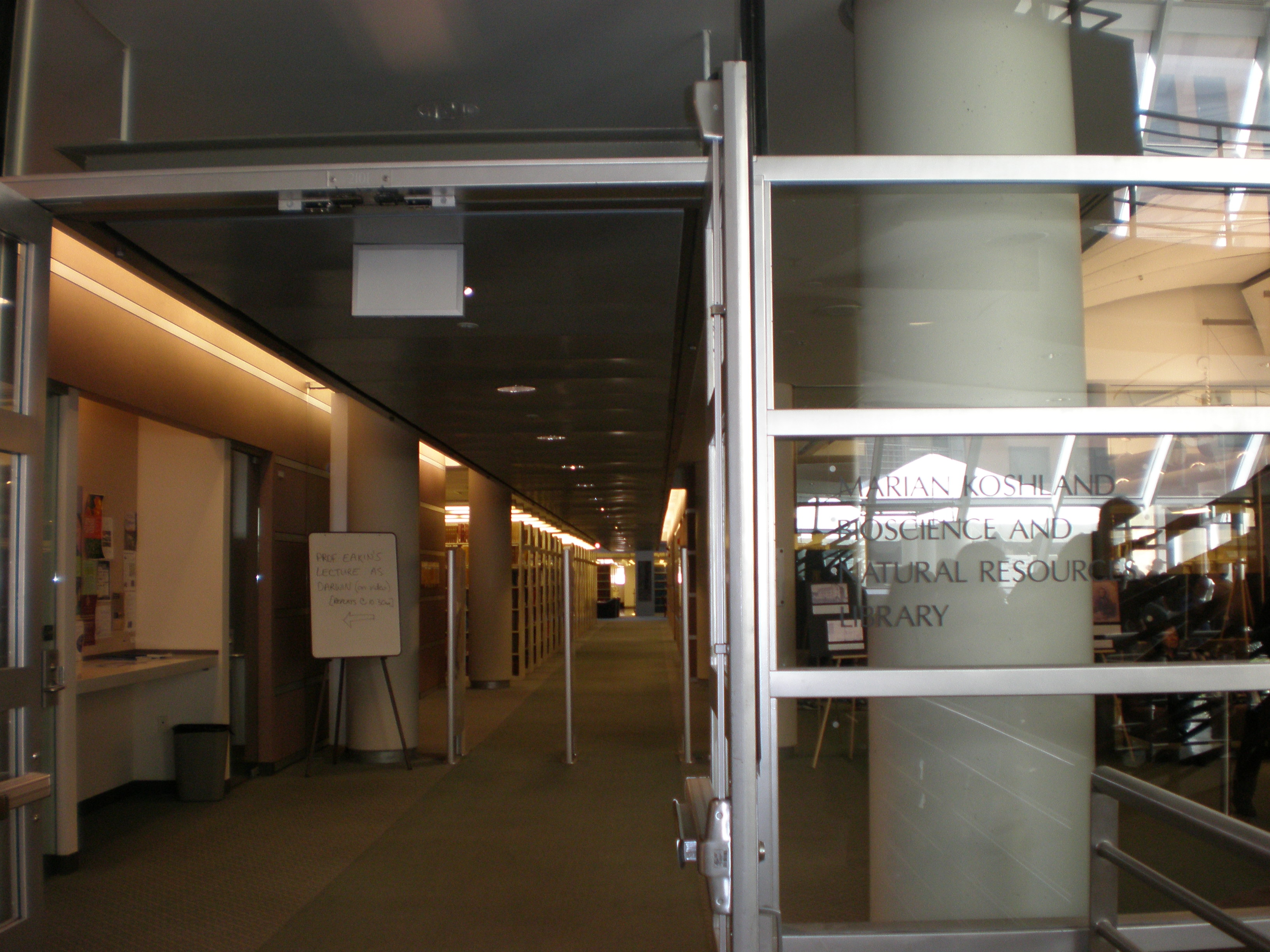
Entrada a la Biblioteca Marian Koshland de Biociencias y Recursos Naturales en el Edificio Valley Life Sciences, en UCB

## Publicaciones
- Koshland, Marian E.; Englberger, Frieda M.; Shapanka, Rosyln (March 1964). «Differences in the Amino Acid Composition of a Third Rabbit Antibody». Science 143 (3612): 1330-1331. Bibcode:1964Sci...143.1330K. PMID 17799240. doi:10.1126/science.143.3612.1330.
- Koshland, Marian Elliott (April 1996). «Sheer Luck Made Me An Immunologist». Annual Review of Immunology 14: viii-xv. PMID 8962690. doi:10.1146/annurev.immunol.14.1.00.